# Heilig Hartbeeld (Loosduinen)
Het Heilig Hartbeeld is een standbeeld in de Nederlandse plaats Loosduinen, in de gemeente Den Haag.

## Achtergrond
De uit Heemstede afkomstige Joannes van der Horst (1851-1929) vierde in 1925 zijn vijftigjarig priesterjubileum. Ter gelegenheid van zijn zilveren jubileum als pastoor van de parochie in Loosduinen, kreeg hij op 14 juli 1929 een Heilig Hartbeeld aangeboden. Hij overleed kort nadat hij een longontsteking opliep, op 78-jarige leeftijd, in december van dat jaar. Beeldhouwer Leo Brom maakte het beeld, dat werd gegoten bij Edelsmidse Brom in Utrecht. Het kreeg een plaats voor de parochie, naast de Onze-Lieve-Vrouw Hemelvaartkerk.

## Beschrijving
Het beeld bestaat uit een enigszins gestileerde, bronzen, staande Christusfiguur. Hij heeft zijn beide handen opgeheven ter hoogte van het Heilig Hart op zijn borst.

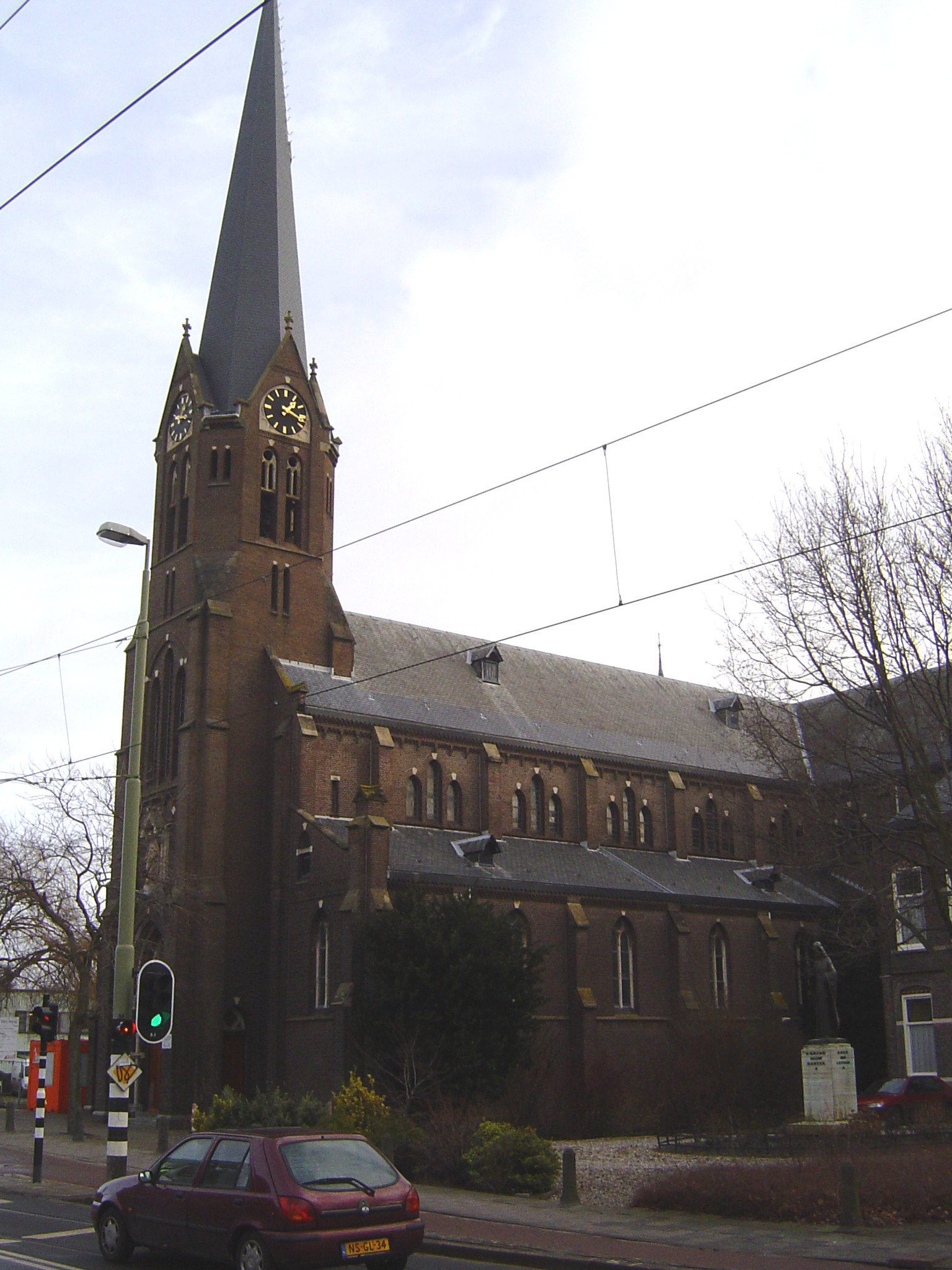
Het beeld bij de kerk

Het beeld staat op een stenen sokkel, waarop aan alle zijden letters in reliëf zijn aangebracht. Op de voorzijde "koning aller harten", op de zijkanten "vuur van liefde" en "bron des levens". Op de achterkant van de sokkel staat 

CHRISTVS' H. HART
TER EERE
en in dankbare herinnering
aan 25 jaren pastoraat van
joannes van der horst pr.
werd dit monvment door
loosduinen's katholieken
gesticht op 14 juli 1929